# Giuseppe Grossi (imprenditore)
Giuseppe Grossi (Milano, 9 febbraio 1947 – Pavia, 11 ottobre 2011) è stato un imprenditore italiano, considerato il re delle bonifiche ambientali in Lombardia.

## Studi e attività imprenditoriali
Grossi inizia a lavorare nel 1970 come venditore di semilavorati di alluminio presso l'ufficio vendite di Milano della SLIM SpA, una società del gruppo REYNOLDS METALS. Suo padre gestisce un negozio di frutta e verdura in centro a Milano. 
Dopo il diploma di ragioniere, Grossi dà le dimissioni e fonda una società di montaggi industriali che lavora a Taranto per l'ITALSIDER, ora ILVA. Non ha mai lavorato come dipendente ITALSIDER. La sua esperienza industriale deriva totalmente dal montaggio della ITALSIDER di Taranto.
Non è chiaro cosa abbia fatto prima del luglio del 1997 quando compra la filiale italiana di una società statunitense, la Browning Ferris Industries, già ex gruppo EMAS (Ercole Marelli Impianti Tecnologici di proprietà dei fratelli Pisante), poi diventata Green Holding. Nel corso del primo anno della sua gestione riesce a licenziare o a far licenziare tutti di dipendenti chiave del gruppo.
Dal 2001 la Green Holding entra nella proprietà della Rea Spa, che gestisce l'inceneritore di Dalmine, acquisendo anche i contributi statali Cip6 per le energie rinnovabili. Nel 2008 Grossi ne chiede il raddoppio, ma viene bloccato dall'amministrazione locale.
Un ulteriore inceneritore è in progetto sull'area di Casei Gerola, tra Voghera e Pavia, sull'insediamento di un ex zuccherificio. Il progetto, supportato dall'amministrazione di centrodestra, sconta l'opposizione della popolazione.

## Procedimenti giudiziari

### L'inchiesta sulla bonifica di Montecity
La società Risanamento S.p.A. si è occupata della bonifica ambientale dell'area Montecity, a sud di Milano, per predisporla alla costruzione del nuovo quartiere Santa Giulia. Nel giugno 2009, Formigoni ha concesso 44 milioni di euro di contributi regionali aggiuntivi per la bonifica.
Il 20 ottobre 2009, Grossi viene arrestato nell'ambito dell'inchiesta sui fondi neri creati con la bonifica dell'area Montecity-Santa Giulia, e detenuto nel carcere milanese di San Vittore. Con lui è detenuta la sua segretaria personale Maria Ruggiero. Entrambi sono accusati di associazione per delinquere finalizzata alla frode fiscale, all'appropriazione indebita, alla truffa, al riciclaggio di denaro e alla corruzione.
Anche l'immobiliarista Luigi Zunino proprietario della società Risanamento S.p.A., è finito sotto inchiesta.
L'indagine su Grossi nasce da una segnalazione della procura tedesca di Kaiserslautern. Secondo gli inquirenti tedeschi, sei affaristi locali avrebbero accettato compensi gonfiati per smaltire i rifiuti in arrivo dalle bonifiche di Santa Giulia e di Pioltello. Tramite giri societari, Grossi sarebbe stato così in grado di accumulare 22-23 milioni di euro in fondi neri.
Secondo una successiva perizia ordinata dalla procura, solo la metà del materiale tossico dichiarato bonificato da Grossi sarebbe stato effettivamente esportato dalle aree di bonifica.
Grazie inoltre alle confessioni dell'avvocato svizzero Fabrizio Pessina, la Procura di Milano accusa Grossi di aver accumulato almeno 23 milioni di euro di fondi neri. Buona parte di questi sarebbero stati esportati illegalmente in svizzera tramite spalloni, in tranche di 200.000 euro per volta.
Grossi avrebbe infine speso almeno 6 milioni di euro in orologi di pregio da 150.000 euro ciascuno, da regalare a politici da addolcire; avrebbe inoltre regalato buoni benzina a funzionari dell'amministrazione finanziaria, e messo a disposizione i propri jet privati a personaggi quali Gian Carlo Abelli e Mario Resca, pupillo di Sandro Bondi. Una sua società avrebbe affittato ad Abelli la sua Porsche 911  coupé.  E sul conto svizzero "Associati" di Gian Carlo Abelli e Rosanna Gariboldi sarebbe stato lasciato un saldo di 1,2 milioni di euro.
Nel maggio 2014 il giudice per le udienze preliminari Roberta Nunnari ha emesso una sentenza con la quale gli imputati vengono assolti dalle accuse in quanto il fatto non sussiste.